# Sanhan (huyện)
Huyện Sanhan là một huyện thuộc tỉnh San`a', Yemen. Đến thời điểm năm 2003, huyện này có dân số 80399 người